# National Iranian Oil Company

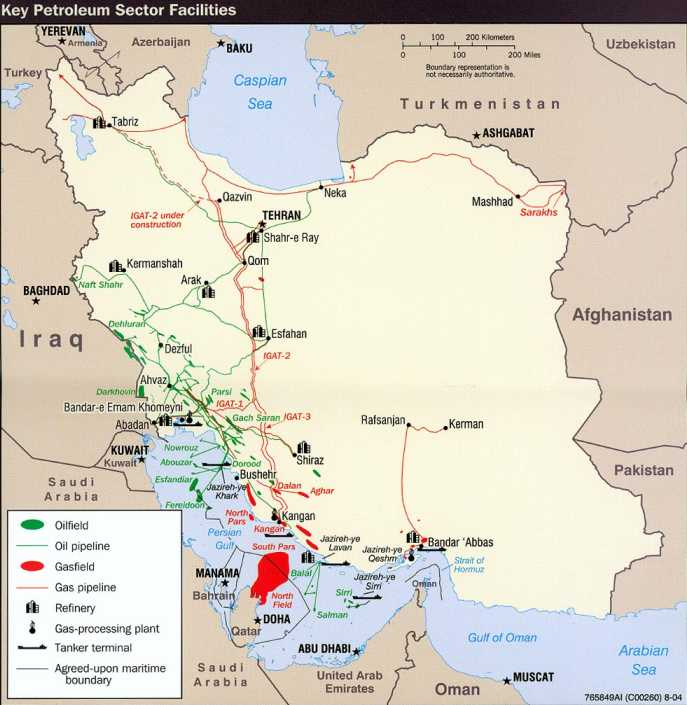
Iraanse olie- en gasvelden en infrastructuur

Iraanse olieproductie en consumptie en exports

De National Iranian Oil Company (NIOC) (Perzisch: شرکت ملّی نفت ایران, Sherkat-e Melli-ye Naft-e Īrān) werd opgericht in 1951 en is een Iraans staatsbedrijf onder de leiding van het ministerie van Olie. NIOC is de op een na grootste oliemaatschappij ter wereld, na de staatsoliemaatschappij Aramco van Saudi-Arabië. Het bedrijf is exclusief verantwoordelijk voor de exploratie, boring, productie, distributie en export van ruwe olie, evenals voor de exploratie, winning en verkoop van aardgas en vloeibaar aardgas (LNG).

## Geschiedenis
William Knox D'Arcy kreeg de toelating van de sjah van Iran om te zoeken naar olie in zijn land. De vondst van aardolie in 1908 was het begin van de Anglo-Persian Oil Company. Sjah Reza Pahlavi wenste in 1935, dat de naam van het bedrijf werd omgevormd tot Anglo-Iranian Oil Company of (AIOC).
In 1951 werd premier Ali Razmara vermoord en vervangen door de nationalist Mohammad Mossadeq. Samen met het parlement nationaliseerde Mossadeq de AIOC en werd de National Iranian Oil Company (NIOC) opgericht. Na een staatsgreep georganiseerd en uitgevoerd door de Amerikaanse inlichtingendienst CIA op vraag van de Britse MI6 werd in 1953 Mossadeq afgezet. In 1954 werd een consortium opgericht onder de naam Iranian Oil Participants Ltd (IOP), met als hoofdaandeelhouder British Petroleum.
In 1960 werd de Organisatie van olie-exporterende landen (OPEC) opgericht op initiatief van Iran en Venezuela.
De IOP bleef actief tot de Iraanse Revolutie in 1979. Het nieuwe regime van ayatollah Khomeini nam alle activa van het bedrijf in Iran in beslag. Alle buitenlandse werknemers werden ontslagen en de Iraniërs namen de volledige controle over de zaken.

## NIOC gegevens
Volgens gegevens van de OPEC had Iran oliereserves van 209 miljard vaten in 2022. De meeste olie, en gas, zit in het zuidwesten van het land en tegen de grens met Irak. In 2018 waren de reserves groot 156 miljard vaten, deze stegen in 2020 naar 209 miljard en zijn sindsdien stabiel. In 2022 had Iran 13,3% van de wereldwijde oliereserves binnen de landsgrenzen.
De gasreserves bedroegen 34.000 miljard m³ of zo'n 16,2% van de globale gasreserves. Alleen Rusland heeft grote gasreserves.